# Рене Игита
Хосе Рене Игита Запата (шп. René Higuita; Медељин, 27. август 1966) је бивши колумбијски фудбалски голман. Био је познат по ексцентричном стилу игре јер је често ризиковао дриблајући пред својим голом. Због тога је добио надимак Лудак (шп. El Loco).
За А репрезентацију Колумбије одиграо је 68 утакмица и постигао 3 гола, јер је често изводио слободне ударце и пенале.

## Каријера
Рене Игита је највећи део своје клупске каријере играо у колумбијској екипи Атлетико Национал, где је у више наврата помогао тиму да освоји Колумбијску лигу, као и Копа Либертадорес и Копа Интерамерикана 1989. године.
Прво се повукао, али се вратио фудбалу 2007. године када је потписао за венецуелански клуб Гварос де Лара. У јануару 2008. године, са 41 годином, потписао је за колумбијску екипу Депортиво Рионегро. У јуну 2008. године потписао је за колумбијску екипу Депортиво Переира и повукао се у јануару 2010.

## Стил игре
Познат по изуму такозваног шкорпион ударца, који је извео у пријатељској утакмици против Енглеске, у септембру 1995, блокирајући ударац Џејмија Реднапа. Канал 4 је тај потез уврстио међу 100 најбољих спортских тренутака 2002. године.
На терену, Игита је био познат као један од најконтроверзнијих фудбалских голмана у историји, често непотребно ризикујући и дриблајући пред сопственим голом. Један такав неуспели дриблинг је коштао Колумбију испадања са Светског првенства 1990. године, када му је камерунски нападач Роже Мила одузео лопту, те дао гол који је његову репрезентацију водио у четвртфинале.

## Репрезентација
За колумбијску репрезентацију је постигао три гола на 68 наступа. Медијску пажњу је привукао када је успешно извео шкорпион ударац у пријатељској утакмици против Енглеске на Вемблију 6. септембра 1995, иако је линијски судија већ означио да је био офсајд. Канал 4 је тај потез рангирао на 94. место од 100 највећих спортских тренутака. Био је познат по ексцентричном стилу игре и због таквих игара добио је надимак Лудак — Ел Локо.
Играо је на Светском првенству 1990. године у Италији, Колумбија је стигла до осмине финала.
Игита је пријатељ са Дијегом Марадоном и играо је на његовом опроштајном мечу 2001. године.

### Голови за репрезентацију
Голови Игите у дресу са државним грбом.
| #  | Датум            | Место             | Противник | Гол | Резултат | Такмичење                   |
| -- | ---------------- | ----------------- | --------- | --- | -------- | --------------------------- |
| 1. | 19. мај 1988.    | Хелсинки          | Финска    | 2–1 | 3–1      | Пријатељска                 |
| 2. | 3. фебруар 1989. | Арменија          | Перу      | 1–0 | 1–0      | Копа Сентенарио де Арменија |
| 3. | 3. јул 1989.     | Салвадор (Бразил) | Венецуела | 1–0 | 4–2      | Копа Америка                |

## Приватни живот
Игита са својом супругом Магнолијом има троје деце: Андрес, Памела и Вилфред, као и ћерку Синди из претходног брака.
Дана 23. новембра 2004, Игита је био позитиван на допинг тесту на кокаин, док је играо за еквадорски клуб.
У 2005. години учествовао је у ријалити емисији Ла Исла де лос фамосос ("Острво славе: пиратска авантура"), емисија слична Сурвивору.

## Трофеји

### Клуб
- Атлетико насионал:
  - Копа либертадорес: 1989; финале 1995.
  - Копа Интерамерикана: 1990.
  - Интерконтинентални куп: финале 1989.
  - Прва лига Колумбије: 1991, 1994.

### Репрезентација
- Светско првенство у фудбалу 1990.: осмина финала.
- Копа Америка 1993: треће место.
- Копа Америка 1995: треће место.

### Индивидуални
- Тим године Јужне Америке: 1989, 1990[12]
- Golden Foot Legends Award: 2009[13]